# Lapeyrère
Lapeyrère es una comuna francesa situada en el departamento de Alto Garona, en la región de Occitania.

## Demografía
| 74 | 68 | 44 | 40 | 47 | 61 | 65 |
| Para los censos de 1962 a 1999 la población legal corresponde a la población sin duplicidades (Fuente: INSEE [Consultar]) |    |    |    |    |    |    |